# Акаюкан
Акаю́кан (исп. Acayucan) — город в Мексике, входит в штат Веракрус. Административный центр одноимённого муниципалитета.

## История
Изначально это было поселение народа ольмеки. После испанского завоевания оно было в 1580 году подчинено городу Эспириту-Санту. В 1848 году был образован город (villa) Акаюкан. В 1906 году здесь произошло Акаюканское восстание. В 1910 году Акаюкан стал городом (ciudad).